# Autographa protea
Autographa protea är en fjärilsart som beskrevs av Stoll 1782. Autographa protea ingår i släktet Autographa och familjen nattflyn. Inga underarter finns listade i Catalogue of Life.